# Rostaman
Rostaman (perski: رستمان) – wieś w Iranie, w ostanie Kurdystan. W 2006 roku liczyła 201 mieszkańców w 43 rodzinach.